# جون مورغان (لاعب غولف)
جون مورغان (بالإنجليزية: John Morgan)‏ هو لاعب غولف بريطاني، ولد في 3 سبتمبر 1943 في أكسفورد في المملكة المتحدة، وتوفي في 23 يونيو 2006.

## وصلات خارجية
- جون مورغان على موقع رابطة لاعبي الغولف المحترفين (الإنجليزية)
- جون مورغان على موقع رابطة أوروبا للاعبي الغولف المحترفين (الإنجليزية)